# 國泰航空爭議事件
國泰航空為香港規模最大的航空公司，除了連續十多年獲得Skytrax五星級航空公司的榮譽外，更在2003、2005、2009和2014年獲得全球最佳航空公司獎項，但公司的管理和員工權益等問題卻為人所詬病，並發生不少爭議事件。

## 工業行動及勞資訴訟
有別於其他企業，國泰航空的前線員工，包括機師、地勤人員及空中服務員，均各自擁一套獨立的機制來調整不同職級的基本薪金和津貼，以及可享有之員工福利。但是，機制中的計算準則卻使勞資雙方在有關方面長期出現不同程度的分歧。加上1990年代至2000年代末期間，國泰的行政總裁一職先後由在處理勞資關係爭議上持鷹派立場的唐寶麟、陳南祿及湯彥麟執掌，使關係持續緊張，並不時發生大規模工業行動及法律訴訟以表不滿。
1981年6月17日，國泰航空1,500名地勤人員，因加薪問題與資方談判破裂，於當日起罷工三天。期間所有乘客的行李均無須過磅，即使行李超重也不須補付附加費。貨運部亦缺乏人手把貨物運上飛機，使客貨運均受嚴重影響。由於人手不足，資方以三倍工資吸引無罷工的地勤人員加班，並調派行政人員分擔工作。
1992年底，國泰出現人手嚴重不足問題，空中服務員以超時工作及人手不足為理由與資方談判，由於空中服務員工會呼籲會員拒絕加班，資方把3名牽涉的服務員解僱，引發罷工。行動在1993年1月13日（農曆十二月廿一）開始罷工17日，最多曾有3,000名空中服務員參與。到大年三十晚，更發起港督府外請願，請求時任港督彭定康介入工潮但未有理會。最終時任立法局議員李柱銘介入工潮，並設立監察會，至1月29日雙方達成協議，3名空中服務員獲得復職。
在1999年，國泰航空機師工會就着機師薪酬待遇與管理層展開談判但不果，更在2000年6月宣布以談判破裂告終。自當時起機師就展開了按章工作，並在2001年在7月3日起嚴格執行有關條文以向資方施壓。國泰部份航班需要取消，並終止合共49名機師的合約，並向其他航空公司租用包機飛行部份航線，才得以解決事件。 其後，有份參與罷工的機師爆出國泰在終止他們的合約時，未有給予他們機會解釋參與罷工的原因；而時任高層陳南祿及湯彥麟更先後在公司新聞稿及內部公開信以「勒索」、「不專業」、「不理會香港和國泰利益」等字眼批評他們發起有關行動，從而遭到其中18名機師入稟法院要求國泰賠償。法院最後裁定全部指控成立，並着令國泰向他們賠償合共近6,000萬港元。 國泰航空之後就賠償責任及其金額上訴至上訴庭及終審法院，但最後均以敗訴告終。
在2008年，國泰空中服務員工會主席關笑華連同另外兩名空中服務員入稟勞資審裁署向資方追討因《僱傭條例》修訂後而在2002-2008年間資方所少付之假期薪金，及要求覆檢其計算機制。資方以案件複雜性為由要求移交至高院處理，在經歷一連串上訴後，終審法院最後在2012年裁定資方敗訴；根據當時預計，假如全體空中服務員入稟向國泰追討少付的假期薪金，賠償金額將達到不少於4000萬港元。
2007年12月， 國泰與國泰航空公司空中服務員工會之間爭拗發生羅生門事件，勞資關係進一步惡化。就爭議的員工醫療自付診金政策，資方單方面宣布讓步，推出每年10次免費求診額，但勞資雙方原定的第3輪談判卻胎死腹中，國泰稱工會遲遲不出席，工會卻批評一直呆等3小時，資方都無通知開會；工會最後不滿資方無取消自付診金計畫，宣布周四在中環遮打花園再次發動示威，並為聖誕工業行動展開投票，隨時罷工。經由勞工處協調，公司及空中服務員工會的代表在12月13、14、19及20日商討後，已就公司新醫療福利計劃之修訂達成協議。
2012年12月，國泰航空250名國泰員工在機場遊行，抗議公司於2013年只加薪2%，國泰空中服務員工會並向資方發最後通牒，要求下午3時前回覆重返談判，否則即時啟動罷工應變小組及急召會員大會，部署在聖誕節外遊高峰期間突襲式罷工。有員工將3元硬幣擲入兜內並稱「豪畀你！」，諷刺國泰向員工侮辱式增加時薪$3。
有入職不足4年的時薪制員工表示，時薪只獲加薪$3，部分時薪$120空姐，加薪更只得$2.5，總月薪只為$12,000。很多空姐表示自帶杯麵、餅乾抵外地進食，以減開支，且公司東南亞通宵航班愈加愈多，空姐返抵香港不足24小時便要再上班。更有空中服務員表示國泰連月來為巴黎、倫敦員工所安排的住宿愈來愈偏僻，巴黎的住宿甚至轉到貧民區及紅燈區內的酒店，兩周內已發生四宗國泰空姐連環遇劫事件，有空姐更一度被強拖上車，但公司禁止員工向外透露。他們批評公司為減成本不理員工安危。
資方最後承諾在未來兩年將駐外站的空中服務員人數，控制在員工總數的15%之內，而駐有外站員工的航點，最少有一半航班會由香港員工值勤，並就跨站飛行計劃簽訂為期兩年協議，工會宣佈取消工業行動，工潮才得以壓止。
2015年5月21日，國泰空中服務員工會不滿國泰航空削減員工福利，即使資方昨晚向工會稱已發電郵指可隨時見面，工會卻堅稱因已過辦公時間所以沒有看到相關電郵，當天早晨10時率領近3百名會員，齊集國泰城外示威，不斷高呼「公司盈利大把錢，搞禍福利確係賤」和「狡猾高層，漠視合約」等口號，即向國泰行政總裁朱國樑發電郵，要求直接對話 。
工會主席黎玉嬋表示，過去三日兩夜靜坐已給資方充足的時間，昨晚(5月20日)公司電郵回覆指可隨時會面，卻沒有交出實際會面日期，反映資方根本沒有誠意。
工會隨後率領眾人圍繞國泰城一圈，期間不斷高叫「CEO落黎對話」。黎玉嬋指若今日資方仍不能安排與管理層直接對話，即會發動6400多名會員於8月18至31日期間罷工。
2017年，5名在同年退休，任職超過30年的國泰機艙服務員，因不滿被拒發該年獎金，入稟勞資審裁處向國泰追討共17.5萬元。其後敗訴並獲准上訴至高等法院原訟庭。到2022年3月29日，法官潘兆童認為公司沒有就發放獎金訂立相關政策或指引，加上沒有證據顯示國泰曾告知申索人會發放有關獎金，裁定上訴被駁回，維持原判。

## 風化事件
國泰航空曾發生多次風化事件，引起公眾關注國泰員工的紀律問題，管理層更被質疑因不願損失多年來培訓的費用，而偏袒涉事機師，要求機艙服務員息事寧人。
2011年8月，互聯網流出兩張國泰航空員工的淫褻照，照片中一名穿著疑似國泰空姐制服的女子與一名機師在駕駛艙作出不雅行為。照片流出後香港多份報章均刊登是次事件，照片荒唐程度更令人咋舌。國泰於報導刊登後堅稱無法肯定照片中人是否旗下員工，直到涉事員工承認事件，及自行辭職後，國泰才表示「將會調查」。是次事件引起公眾關注國泰員工的紀律問題。
2011年12月，有外籍副機長涉嫌在當地一間酒店，與機組人員舉行除夕夜倒數派對，酒後亂性將年長近10年的女同事推入酒店餐廳洗手間施暴。
2012年7月，香港報章報導，一張疑似國泰航空空中服務員的自拍裸照流出，並在員工間瘋狂流傳。該張照片由十二張細照片合併而成，從其中一張細照片可見，相中男子身穿服裝與國泰航空空中服務員制服十分相似，除自拍照外，更露出下體及全裸示人。國泰航空後來證實，相中男子身穿的是國泰航空機組人員制服，但則質疑相片真偽，並指無法確定是否國泰員工，又聲稱無證據顯示與國泰有關。

## 空中服務員執勤後猝死
2017年5月3日，一名29歲男性空中服務員在一班由香港飛往瑞士蘇黎世的CX383航班上執勤，抵埗當地後被發現在當地酒店房間內昏迷，經救護人員到場檢查證實不治。有業界人士懷疑是否與過勞或帶病上班有關。

## 操控價格
2006年2月16日國泰航空涉嫌聯同新加坡航空、英國航空、法國航空、荷蘭皇家航空、漢莎航空、盧森堡貨運、北歐航空、瑞士國際航空、聯合航空、美國航空、日本航空、大韓航空、韓亞航空等操控貨運價格，被歐盟及美國司法部調查。牽涉在內的14家航空公司都表示會與歐美當局合作。在2008年6月27日，國泰航空和幾家涉案公司，與美國司法部達成認罪協議。美國司法部向幾家涉案公司，合共罰款5億400萬美元，當中國泰同意支付其中的6000萬美元，而這筆罰款會在國泰2008年的中期業績中入賬。
2010年11月，國泰航空與其他10間航空公司被指在1999至2006年期間操控國際貨運價格，歐洲委員會裁定航空公司就貨運附加費達成的協議侵犯歐洲競爭法，合共罰款近8億歐元。國泰航空則於10日表示，歐洲委員會向國泰征收5700多萬歐元罰款，相當于6.18億港元。
2012年7月，國泰航空舉報來往香港及約翰內斯堡的航線有合謀定價，結果令南非航空及新加坡航空共被罰款逾4100萬港元。雖然國泰航空亦參與有關合謀定價，但由於國泰為首名告密者，因寬免政策豁免受罰。除南非外，國泰亦先後分別在歐、美、澳等地牽涉合謀定價案。

## 妨礙對手發展
2011年，香港航空計劃開辦來往香港至巴黎的長途航線服務，唯國泰疑得知港航向政府申請相關航線後，於8月突然將巴黎航線減班，令香港與法國政府於9月談判航權時，遭法國當局以「仍有未飛航權」為由拒絕為港航提供航權，令港航最終不能成功開辦巴黎航線。
2012年，中國東方航空及澳洲航空宣布成立合資企業捷星香港，該企業是以香港為基地的航空公司，並著意向民航處提出發牌申請，發展初期國泰航空表示歡迎競爭者加入，唯至2013年，當捷星香港正式向空運牌照局遞交申請時，國泰卻連同旗下的港龍航空發出公告，以不同理由反對空運牌照局向捷星香港發牌，包括聲稱發牌將違反《基本法》及削弱香港經濟，又指捷星香港個別股東之香港居民身分並非《基本法》就主要營業地點定義的先決條件。 然而調查指出，有近八成半的市民歡迎有更多廉價航空進入市場，同時捷星香港亦表示其為本地成立的公司，有七成董事局成員是香港人，早前入股的信德集團亦是香港企業。他又指，捷星香港已諮詢法律意見，向政府申請廉航牌照不會違反《基本法》。而事實上國泰母公司為總部設於英國倫敦的太古集團，國泰對捷星的反對理由亦隨即受到質疑。

## 款待議員
2013年，適逢香港國際機場第三條跑道發展及捷星香港之營運申請成為社會焦點之際，國泰航空即邀請八名立法會議員及一名行政會議成員攜眷到法國考察，而國泰事後亦發表聲明，指考察途中談及第三條跑道擴建事宜。事後社會各界，包括六家環保團體均對此深感關注，憂慮不久將來行政會議及立法會議員討論相關議題時，立場未能保持中立。
尤其跑道擴建的融資方案預料最快於2013年底公布，由於涉及公帑開支，預料相關的財務安排亦需經由立法會討論。屆時各黨派議員的取態將成關鍵。
加上國泰航空公司是第三條跑道擴建的最大受益者，一直致力推動項目上馬，游說各持分者支持。而獲邀的鄭耀棠先生身為行政會議成員有絶對的影響力，機管局非執董更應清楚航空公司和項目的潛在利益關係，令社會出現國泰和議員存在利益輸送之觀感及爭議。

## 「因航」別名
2015年7月開始，東方報業集團旗下報章，不斷報導國泰航空的負面新聞，並多次以「因管理不善而在全球最佳航空公司排名榜由冠軍跌落第三的國泰航空公司」或「因管理不善而在全球最佳航空公司排名榜節節下跌的國泰航空」或「因管理不善、服務質素不斷下降而屢受抨擊的國泰航空」的定语作開首。 網民故此命名國泰為「因航」。直至2022年6月，不論有關事件是否國泰航空自己所造成的，或是受第三方因素（包括政府）影響，東方報業仍然會使用類似的字眼作為文章的開首，報道國泰航空的負面事件。及後更設立專題頁面《國泰航空愈做愈燶（页面存档备份，存于）》收錄關於國泰航空的報道。

## 940萬名乘客資料外洩
2018年10月24日晚，國泰航空在香港聯合交易所發出公告，指國泰及其全資子公司港龍航空多達940萬名乘客的資料曾被未獲授權取覽，部份資料更被人下載。包括乘客姓名、國籍、出生日期、電話號碼、電郵及實際地址、護照號碼、身份證號碼、飛行常客計劃會員號碼、顧客服務備註及過往的飛行紀錄資料。此外，有403張已逾期的信用卡號碼和27張無安全碼的信用卡號碼曾被不當取覽。同時亦有86萬個護照號碼、24.5萬個香港身份證號碼被不當取覽，5萬個特區護照號碼外泄。但國泰稱超過一半受影響乘客是姓名及電話、或姓名及電郵外泄，小部分資料曾被下載。
國泰透露早在2018年3月在系統內發現可疑活動，同年5月初確認資料曾被外洩，但延誤多時才公布。國泰已就事件報警並向受影響乘客致歉。事件引致股價急挫，創逾一年新低。多名立法會議員不滿國泰延遲對外公佈的手法，林卓廷形容是香港歷來最大的個人資料外洩事件。私隱專員公署要求國泰10天內解釋事件。警方網絡安全及科技罪案調查科接手本案，並派員到國泰城調查。
2018年11月14日，國泰董事局主席史樂山在香港立法會政制事務委員會、資訊科技及廣播事務委員會和保安事務委員會聯席會議上向香港人道歉。

## 反對逃犯條例修訂草案運動相關爭議

### 中国民航局安全警示
2019年8月9日，针对香港国泰航空在多起事件中暴露出的安全风险及隐患，中国民航局向香港国泰航空发出重大航空安全风险警示。认为国泰航空先后发生飞行人员参与暴力冲击被控暴动罪却未被停止飞行活动，以及恶意泄露航班旅客信息等事件，存在严重威胁航空安全的隐患，增加了香港至内地的输入性航空安全风险。
民航局提出三點要求，包括由8月10日零時起，所有參與和支持非法遊行示威、暴力衝擊活動，及有過激行為的人員必須立即停飛內地航班，到8月11日零時起提交飛往或飛越內地領空的機組人員身分，並且要經審核通過。在8月15日前，國泰亦要向內地機關提交加強內部監管、提升飛行安全和安保水平的措施方案。國泰機組人員得悉有關消息後，感到非常驚訝及憤怒。但同時表示不期望國泰能夠保障員工。香港空勤人員總工會深夜發聲明，對民航局的「航空安全警示」深表遺憾，指《基本法》第27條賦予港人遊行和集會的權利和自由，而民航局作為國家級機構，不應隨意訂出限制政策，指會破壞一國兩制。
2019年8月15日，中国民航局表示，国泰航空已按时报送了飞往内地和飞越内地领空的机组人员身份信息。经审核，所报送的机组人员身份信息符合警示要求。

### 收益受压
受事件影响，在过去几个月内，国泰航空市值缩水超百亿。行政总裁邓健荣在给员工的一份备忘录中称，公司传统旺季的机票预定量不及预期。公司销售、营收管理及规划团队正在努力确保运能、收益及运载率的优化组合。

### 高層辭職
2019年8月16日，央視網率先於下午5時02分（比港交所通告早12分鐘）發稿公佈，國泰航空行政總裁何杲和顧客及商務總裁盧家培辭職。何杲稱「對公司近月所面對的事件負責」。同時宣布由港機行政總裁鄧健榮，及香港快運行政總裁林紹波，分別接替兩人職務，相關變動由8月19日起生效。國泰工會前主席關笑華表示，今次辭職事件猶如恐嚇員工，使他們不敢再出來發聲，喪失遊行集會、言論自由的權利，質疑有意營造「白色恐怖」。
2019年9月4日，国泰航空公司公布，史乐山辞任董事局主席及常务董事，而贺以礼获委任为常务董事，并获选为董事局主席，接替史乐山职务。

### 員工被解僱
2019年8月10日，國泰表示已將洩露警員航班信息的兩名地勤員工開除，被控暴動罪的機師也已被停飛，不久被解雇。國泰工會前主席關笑華指出，根據過往經驗，即使有機師被控，在正式定罪前，他們最多只會停薪留職。過去有機師曾被控刑事罪行，但上訴得直後仍能繼續上班。她表示國泰在法庭未有裁決後便「先定罪」，形容事件離譜。
2019年8月20日，有機長因在7月26日一架東京飛往香港的客機即將降落前以英語向乘客廣播香港國際機場大堂的反對逃犯條例修訂草案集會，並以廣東話轉達「香港人加油，萬事小心」。其後網上流傳該名機長已被解僱。國泰向媒體回覆時未有透露該機長是解僱還是自願離職。其後公民黨立法會議員譚文豪亦表示「為保護公司不再遭受無理攻擊」，決定辭任國泰機師一職。
2019年8月22日，聯工盟確認港龍航空公司空勤人員協會主席、身兼香港空勤人員總工會副主席的施安娜被解僱。 當時施追問公司為何解僱她，經理僅表示「I can't tell you the reason（我不能告訴你原因）」，其後施安娜於2019年12月入稟控國泰無理解僱及歧視工會。

### 員工工作指引修訂
2019年8月22日，國泰向全體員工發出新工作指引，规定員工在工作時間以外於社交媒體發佈、分享帖文，或於社交媒體留言，均需注意有可能違反民航局指令。國泰表示对于任何曾參與過非法遊行活動的員工採取零容忍態度，公司將會調查曾參與的員工，最終或有機會終止聘用。
之後國泰開始辭退超過20名參與過反送中運動的員工，並建立了員工之間的互相舉報制度。相關指引及解僱案件同樣引起極大爭議。

### 客艙氧氣樽被排氣
2019年8月27日，國泰航空證實兩架停泊在多倫多機場的客機，於起飛前例行檢查中發現，部分存放在機上的手提氧氣樽被排氣或部分排氣。據悉，手提氧氣樽專供執勤的機組人員使用，好讓他們飛機氣壓急降的情況下，依然能在機艙內行動。國泰航空聲稱「嚴格的例行檢查下發現有關事件，事件發現後立即為受影響的氧氣樽重新充氣，並在起飛前由工程師檢查及確認合乎使用規格」，「嚴正處理有關事件，並現正進行內部調查」。
2019年9月2日，國泰航空向員工發出內部備忘，指為了進一步提升保安措施，每班航機無論是在航程途中抑或降落後，均須再檢查，確保所有緊急安全設備運作正常，以保障機組人員和乘客的安全。
2019年9月3日，涉事航班上執勤的機艙服務員已暫停飛行職務，以助調查。據悉，國泰航空因氧氣樽被排氣事件而受中國民航局調查，內部調查對象除了機艙服務員，還包括地勤人員、餐飲、清潔和工程人員等，但未有暫停相關地勤人員職務。同時，由於客機抵達機場後，一般會有航空公司以及機場服務公司的人員上落客機，調查對象也可能涵蓋提供第三方服務公司的人員。大律師陸偉雄認為，事件發生在航機上，牽涉《航空保安條例》第九條《摧毀或損毀飛機或危害飛機的安全》，以及第十一條《危害或相當可能會危害飛機安全的其他作為》，比一般刑事罪行嚴重，一經定罪，最高可判處終身監禁。
2019年9月24日，揭發事件的兩名國泰港龍航空空服人員已確認被解僱，港龍空勤人員工會要求公司交代調查報告及原因，而國泰港龍並未詳細回應相關決定，僅表示解僱決定的依據是調查結果。。

### 航班機組人員資料泄露
2020年1月8日，藝人莊思明於社交媒體表示，當日她坐國泰航空CX619（該航班由空中巴士A350-900執飛，飛機註冊編號B-LRB）前往曼谷期間，屢遭空姐無視，又公開於該航班的所有機艙服務員資料，有網民批評她洩露他人私隱，並指她多次提及國泰高層，似不是只想反映意見，而是想航空公司有其他行動對該名服務員提出處分，網上討論亦演變成對香港相關政見的罵戰，拉扯事件涉及「黄絲空姐」，亦有網民反駁莊當時戴上口罩，服務員不一定認得莊氏。
事件其後發酵，國泰航空公司空中服務員工會及私隱專員公署回應事件，指有關行為涉嫌觸犯私隱條例。藝人王喜則於社交媒體不點名指莊思明為『類恐怖分子』，又表示拒絕和她坐同一班機。國泰航空之本地主要競爭對手香港航空也在社交媒體揶揄事件，舉行送筆活動，並溫馨提示乘客坐飛機時，要帶筆填寫入境紙。
至1月11日，莊思明的姐姐，同為藝人的莊思敏亦回應事件，批評網民的言論激進，公開的機組成員名單並不屬私隱。至1月12日，楊明未有回應莊思明洩漏機組人員名單的爭議和私隱專員公署的回應，質疑香港航空是否有需要也不能向服務員求助。另一撐警藝人朱庭萱則指責香港航空以『黃絲角度揶揄撐警藝人』，『跟支持祖國的人作對』，又祝香港航空早日結業。

## 2019冠狀病毒病疫情中的爭議

### 解僱未接种疫苗的员工
香港民用航空事業職工總會指，工會昨天曾去信國泰行政總裁鄧健榮，要求國泰妥善安排因醫療原因未能接種疫苗員工的工作安排，稱若有員工因無打針遭解僱，工會認為做法不合理，要求國泰與機管局及港府合作，為員工調動和尋求合適的崗位，保障因醫療原因未能打針員工的就業。
國泰公司解釋，疫情正肆虐全球，因此確保顧客、社區及家人安全至關重要。公司又指，疫情大流行嚴重影響公司運作，「而世界各地實施的入境管制措施，亦令我們難以為未接種疫苗機組人員安排執勤。」
國泰早前向員工發信，要求所有香港的機組人員必須於8月31日或之前接種疫苗。至於未能接種的員工，內部信件明言公司將會檢視他們未來的聘用情況。
在國泰工作多年的Janice，去年尾產後繼續機組人員的工作。國泰今年中曾要求未接種疫苗的機組人員於8月1日前提交醫生證明。Janice由於正餵哺全人奶，擔心疫苗影響嬰兒安全，故在限期前向公司提交醫生信件。醫生在信中提到，仍需要更多研究結果，方可確定疫苗對哺乳女士絕對安全。

### 貨機機組人員違反防疫措施
因應Omicron變種病毒傳播力極強，國泰航空早前推出閉環式管理，客機機組人員需連續工作三星期，再在本港酒店檢疫14天，方可返回社區，但不少機組人員對計劃卻步。為方便配合隔離時間與工作，國泰安排客機回程不載客只裝貨，以「貨機」形式返港，機組人員可當作「貨機」機組人員，回港後毋須於酒店檢疫，只需居家隔離三天，並規定不可外出。
然而食物及衛生局局長陳肇始表示，過去幾天有四名機組人員違反檢疫規定，外出用膳及聚會，有男機艙服務員於12月27日前往又一城望月樓午膳，結果把病毒傳染給同枱的父親以及10米外的男食客，成為首宗Omicron變種病毒本地傳播案例。
行政長官林鄭月娥已於12月31日早上親自召見國泰航空主席及行政總裁，對有機組人員違反居家隔離要求表示強烈不滿，表明無法接受有機組人員違規到訪大量人群聚集的地方，增加本地傳播風險，令大量市民在新年期間需送往隔離中心或需多次檢測病毒，並要求親自檢討事件，向公眾作出滿意交代。
與此同時，政府收緊貨機機組人員檢疫安排，於1月1日起改為返港後需於指定檢疫酒店隔離，直至取得第七天的核酸檢測結果，即使離開指定檢疫酒店，仍需在醫學監察期間，接受多次定期核酸檢測。
2022年11月17日，國泰航空兩名前機組人員去年12月涉嫌在港隔離期間違規聚餐及外出，被控3項「作為一個須遵照醫學監察規定的人沒有遵照衛生主任所指明的條件」罪，兩人在東區裁判法院被裁定全部罪名成立。裁判官將兩人還柙並押後至下月1日判刑，及後被判入獄八周。 

## 員工行為問題

### 機長在未經批准下擅自低飛
2008年1月30日，英國籍國泰波音機隊總機師Ian Wilkinson負責駕駛塗上「Asia's World City」（亞洲國際都會）字樣及飛龍圖案彩繪的波音777-300ER客機執行首航任務，由美國西雅圖波音飛機工廠飛往香港，並載有包括國泰航空主席白紀圖等約70名貴賓。然而，飛機在起飛時，機師在未經批准下擅自在距離地面跑道僅30呎（約10米）以上，以極低飛掠過。據報道，飛機低飛的經過，被拍成短片並上載到YouTube，相關的照片也在飛行員聚集的網上論壇間被傳播。
國泰發言人證實，該名機師未獲管理層批准，擅自低飛，事後已被解僱，同機的副機師則被暫停部分職務，但兩人有權上訴。國泰隨後向全體機師發出指引，重申低飛必須得到批准，並已向民航處匯報事件及進行內部調查。國泰正搜集當日飛行資料及傳召機師問話，但沒有評論是次低飛是否影響飛行安全。民航處表示，這是首次有在港登記客機擅自低飛，事態嚴重，會嚴肅處理。

### 機長集體慢駛事件
2023年5月，國泰航空向機師發警告信，指多地機場及機管局投訴部分飛機在升降期間在停機坪「慢駛」，表示公司不能接受飛機升降期間在停機坪「慢駛」。而機師之行為與國泰航空新的鐘點費計算規定有直接關聯。因合約調整，機組人員補貼由「按照預定航程時數規範」改為「實際飛行航程」計算，換言之若飛機在滑行道滑行相對時間，將會得到額外補貼。 15日，國泰航空航務總經理Tim Burns向機師發電郵，稱「慢駛」事件不是普遍存在情況，而在過去4周內，公司審查了大量數據，發現「慢駛」情況有所減少。

### 副機師涉醉酒令航班延誤
2024年7月24日，一名新入職的二副機師在計劃執勤航班編號CX110（預定早上7時35分起飛）由悉尼飛往香港的航班前未能通過酒精呼氣測試，導致航班延誤26小時至25日（10時35分）才起飛。國泰航空後安排另一名二副機師代替，並額外為替代航班增派一名機長，而涉事機師已遭暫停職務。據了解，涉事二副機師是新入職的。

## 乘客行為問題

### 乘客酒後在機艙內鬧事被逐出機艙
2024年9月29日中午，一班原定由香港飛往美國芝加哥的國泰航空CX806航班，在起飛後不久，機上一名乘客在機上飲用自行攜帶的酒精飲品後，情緒失控，開始騷擾其他乘客，並對空服人員進行言語及肢體上的攻擊，嚴重影響航機安全及其他乘客。為保障全機乘客及機組人員的安全，機長決定按指引轉降東京成田機場。在飛機降落後，當地警方及機場保安人員迅速登機，將該名鬧事乘客帶離現場。航班於同日傍晚再次啟航前往芝加哥，該航班原定美國時間29日下午2時25分抵達，惟受事件影響，預計當地時間下午4時43分抵達，導致航班延誤約兩小時。國泰航空表示，所有決定均以安全為首要考慮，就事件對顧客帶來的不便深表歉意。

### 女子在貴賓室欲打包熱食被勸阻後在女童面前發難
2025年3月6日，一名台灣旅遊達人在Facebook專頁「A+哩程玩家の粉絲團」發帖，指於2月28日早上在香港國際機場的國泰航空玉衡堂商務貴賓室目睹「一場最差的身教案例」，指一名女子攜同7歲女童以自備食物盒打包熱食食物，表示稍後要帶上飛機上享用，貴賓室職員見狀即時上前勸阻，指若將食物帶離貴賓室，進食後身體出現任何狀況，責任歸屬難以釐清。惟女子聞言隨即向職員「大吼大叫」，最後更站在貴賓室門口吵鬧一會兒後才帶着同行女童離開。事主表示「整個行徑都讓女兒看在眼裡」，認為這位婦人沒有做好女兒的榜樣，遂拍照公審到網上。

### 女子三度拒放手袋落地並主動提出下機要求導致航班延遲起飛
2025年3月24日，一名乘客在社交媒體發文，指在3月23日傍晚7時40分乘搭國泰航空由馬尼拉飛往香港的CX902航班，當時航班開始滑行，去到跑道準備起飛時，空姐再三要求一名女乘客按照安全守則，將手袋放在前方座位下方，但該名女乘客不但拒絕配合，更要求返回機場並下機，否則就打911（報警），最後航班需取消起飛，並按照標準運作程序返回停機坪讓該名女乘客下機，航班為此而比原定時間遲約兩小時，在凌晨零時02分才到達香港。發帖的乘客冀望國泰將涉事女乘客列入黑名單，禁止她再乘搭國泰航班。

## 歧視內地籍乘客

### 空中服務員歧視非英語乘客風波
2023年5月22日晚間，一名內地網民於小紅書舉報國泰航空空中服務員歧視非英語乘客，并附上一段飞机后厨房内空中乘务员间的对话录音，录音中空中乘务员主要以英文对话，穿插普通话与粤语，投诉人指出录音中英文对话的内容带有明显的歧视性与侮辱乘客之意，因乘客使用错误的英语单词便对其进行嘲讽，歧视其不会说英文。事發航班為国泰航空2023年5月21日從成都市飛往香港特别行政区的CX987次航班。
投訴人表示，在機艙後排聽到空服員嘲笑乘客不懂英文而言語歧視乘客。此外，投訴人亦稱前排乘客在嘗試用英文詢問空服員如何填寫入境卡時，同樣得到了無比不耐煩的回答。投訴人認為整個航班兩個半小時，空服員全程兩個半小時對乘客發表侮辱言論及带有歧视性的謾罵，表示心痛与憤怒，並將向國泰航空實名舉報。對此，雖然國泰航空已解僱涉事空服員，並四度致歉（其中行政總裁林紹波兩度親自道歉）但未得到內地乘客和官方的諒解，大部分內地網民並不接受道歉，並批評國泰只在簡體版網頁及內地社交平台登出道歉聲明認為沒有誠意。6月19日，林绍波表示國泰將提升服务文化培训、于内地招聘机舱服务员等。

### 香港夫妻騷擾內地乘客後遭國泰禁飛
2024年9月17日，一名內地女留學生在乘坐CX253航班，由香港飛往倫敦時，懷疑因為將椅背調後，且拒絕調直椅背，遭後排兩位中年港人夫婦連番騷擾及侮辱。除大力搖晃座位外，更以地域歧視言語侮辱該名女生，令她覺得「就是非常帶有歧視意味的語言攻擊我」。女生尋求空服員調停但被要求調整椅背，令她感覺不公。空服員多次調解無果後，該名內地女生由經濟艙調位至特選經濟艙，乘客間矛盾才得以停止。
對此，國泰航空表示「絕不會容忍任何機上滋擾行為」，並就事件向受影響顧客致歉；國泰航空未來將拒絕涉事香港夫妻乘搭任何國泰集團的航班。

## 2023年12月-2024年2月期间大量航班取消
2023年12月，全面復常後首個聖誕節假期出行人數大增（逾26萬人次經機場離港），但由於國泰航空機師疑似罷工及空中服務員人手不足，導致連續五日假期多班航班延誤或取消，以26日為例，就至少有6班航班涉及延誤或取消。國泰就此回覆傳媒指，公司在聖誕假期對航班作出調整，個別航班需要延誤或取消，但已安排乘客轉乘其他航班前往目的地，並就事件對受影響的顧客深表歉意。
12月29日，國泰航空凌晨宣布，由於大量機師因「病」缺勤，以確保航班正常運作，由29日到元旦期間，暫定取消55個航班，主要以亞洲地區航線為主。對此，香港航空機組人員協會反駁稱，國泰招聘機師的進度根本趕不上運力恢復程度，機組人員缺勤與流感無關，預料農曆新年等旺季或會再現航班取消情況。
2024年1月2-9日，國泰航空合共取消約64班航班，當中大部分為中短途航線，亦有少部分洲際長途航線。；而光從1月6-14日，國泰航空一共取消121班航班。對此，運輸及物流局在局長林世雄對國泰航空近日取消航班事宜，向其高層表達高度關注，並敦促國泰盡快向受影響乘客交代航班整合後的相關安排，提供適當的支援和協助，做好善後措施。行政長官李家超已要求國泰盡一切努力減低旅客不便及損失，亦要檢討其人力和整體運力發展和安排。
1月10日，國泰營運及航空服務總裁麥皓雲發聲明承認低估所需機師數目，表示已完成取消和整合1月至2月航班，並再度向乘客致歉。他承諾1月至2月餘下日子取消航班數量會陸續減少，亦會成立工作組跟進事件。

## 飛機餐相關爭議

### 商務艙飛機餐藏有飛蛾屍體
2024年3月25日，一名乘客在臉書群組發文，表示自己一家四口在3月16日乘坐國泰航班CX138商務艙客位，由澳洲悉尼返回香港期間，其家人於飛機上用餐，在食用沙律時，驚現餐內有一隻完整大飛蛾屍體於食盤內。在食用後家人隨即作嘔及胃痛，之後兩日都不能進食。該乘客稱當時空中服務經理曾承諾會在48小時內，會跟進事件並給予交代，可惜經過48小時後也無人聯繫，也沒有關心家人健康情況，直至25日時隔逾一星期，仍未獲得回音。該乘客更批評國泰服務一落千丈，希望管理層正視問題。隨後國泰航空回覆指，在知悉事件後已安排同事與顧客聯絡，正就事件作詳細調查，並再次為受影響的顧客衷心致歉。

### 尼泊爾航线食物中毒事件
2025年1月8日和9日，国泰航空由尼泊爾加德满都飞往香港的CX640航班爆发食物中毒事件。香港衞生防護中心10日发布消息说，此次中毒事件受影響人數增加至36人，其中1月8日有16人，1月9日有20人。受影响的乘客在機上用餐後10至30分鐘出現食物中毒病徵，包括嘔吐、腹瀉、噁心、腹痛及發燒等。衞生防護中心还表示，暂时发现仅有首個群組的九人登機前曾進食过一款外卖沙律酱鸡肉青瓜番茄三文治及薯条，疑似食物中毒由该三文治引起，而其餘人士暫未發現。中心已要求國泰航空飲食服務暫停供應紅菜頭沙律，同时將事件通知世界衞生組織及尼泊爾衞生當局。国泰航空表示，现阶段发现到的污染食物并非来自国泰。1月25日，卫生防护中心表示，不排除食物中毒个案群组是由航班上供应的红菜头沙律受金黄葡萄球菌污染所引致。

### 誤將酒類提供給兒童事件
2025年4月24日晚，香港一3歲男童與父母乘CX255號班機商務客艙由香港飛往倫敦途中，空服員派餐時誤將白葡萄酒當成飲用水提供給男童，男童父母不得不持續為男童灌水，涉事空服員的善後處理招致事主不滿，亦並未道歉，國泰5月1日發送予事主的道歉函亦被女事主批評「整篇感覺在敷衍並推卸責任」。

## 輪椅客下機後遭反鎖閘口半小時
2024年12月31日，女乘客Michele在Instagram發文並上載一段影片，片中顯示她與兩名親友，包括一名乘坐輪椅的母親一同乘坐國泰航空CX657航班由香港抵達新加坡樟宜機場後，發現第四航廈登機橋與閘口之間的玻璃門已上鎖，同時一名掛有證件的女子正協助她們，並嘗試聯絡機場警察，但未能成功。其後該乘客嘗試推開門玻璃門亦不成功。該乘客在帖文中直斥可恥，沒有檢查仍然有乘客正下機便鎖上了門，使81歲的母親心靈受創。除了無法聯繫機場警察，醫療急救熱線也說這不是緊急情況，最後工作人員花了半個小時才成功派人協助脫困，令人難以置信。國泰航空官方帳號隨後也在Michele的帖文下留言回應，表示對事件深感歉意，該公司正進行調查，將與她跟進事件。據當地傳媒報道指，國泰航空初步懷疑事件因當地的代理地勤人員在關閉玻璃門前，未有徹底檢查所致。